# Isole Australi
Le Isole Australi (in tahitiano e australe: Tuhaʻa pae; in francese: Îles Australes o Archipel des Australes) sono il gruppo più meridionale delle isole che costituiscono la Polinesia Francese, collettività d'oltremare della Francia nel Pacifico meridionale. Geograficamente le Isole Australi si estendono tra i 600 e i 1.300 km a sud di Tahiti, e sono composte da due distinti arcipelaghi. Da nord-ovest a sud-est sono:
- Le "Isole Tubuai", che prendono il nome dalla loro isola principale, che comprendono:
  - Maria (21°48′00″S 154°41′00″W) a nord-ovest,
  - Rimatara (22°38′25″S 152°50′16″W),
  - Rurutu (22°29′04″S 151°20′03″W),
  - Tubuai (23°23′00″S 149°27′00″W),
  - Raivavae or Raevavae (23°52′00″S 147°40′00″W),
- Gli isolotti di Bass, che comprendono:
  - Rapa (27°35′00″S 144°20′00″W) l'isola principale,
  - Marotiri (27°55′00″S 143°26′00″W) a sud-est, disabitata.

## Storia

Bandiera delle Isole Australi

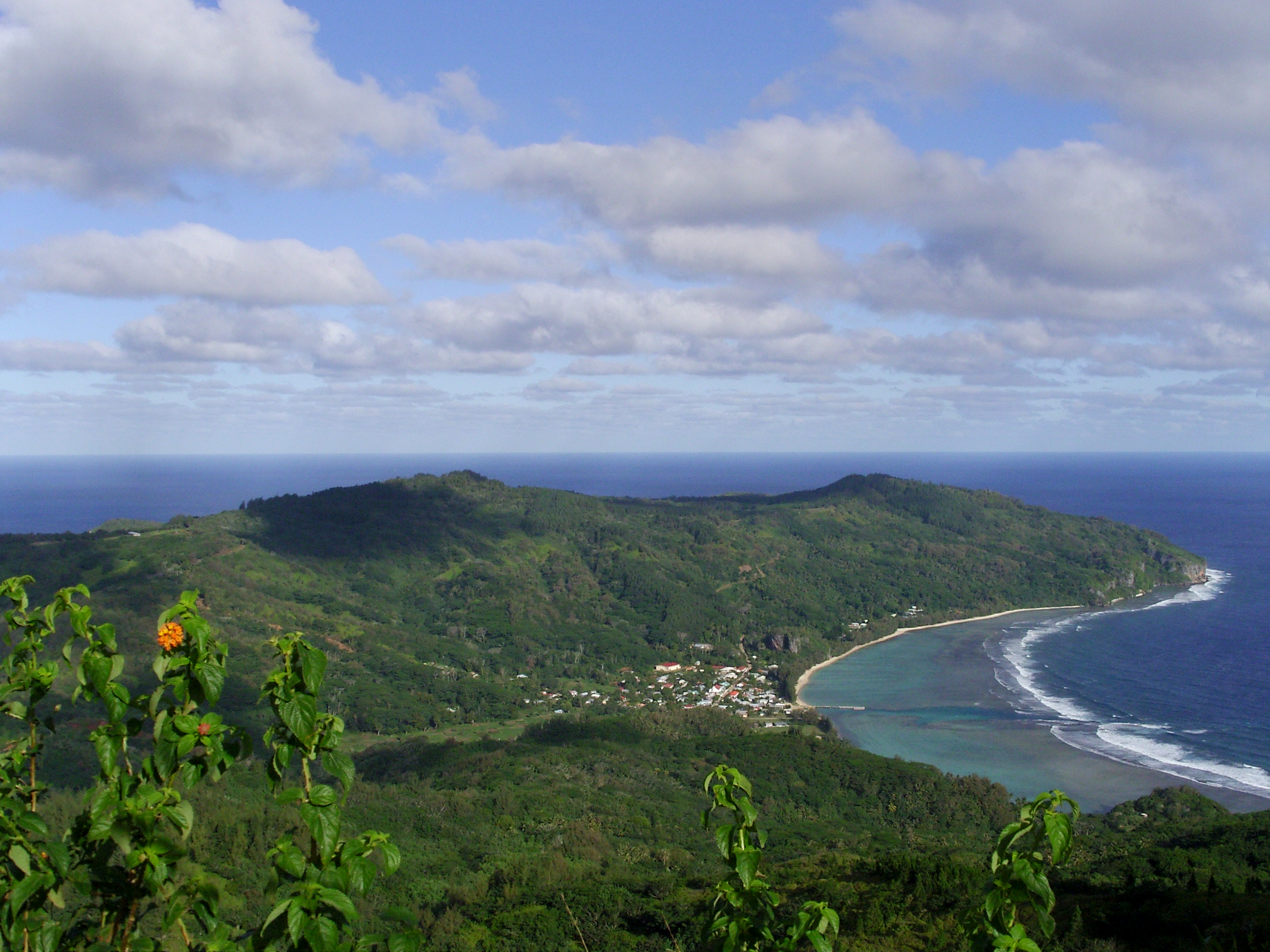
Rurutu

L'arcipelago delle isole Australi venne popolato in un'epoca successiva rispetto ad altre isole della Polinesia. È probabile che tra i secoli XI e XIV le isole abbiano accolto i primi colonizzatori provenienti verosimilmente da Tahiti.
James Cook fu il primo europeo a scoprire le isole Australi. La prima isola fu Rurutu il 13 agosto 1769 che chiamò Oteroah. Cercò di sbarcare ma non vi riuscì causa l'ostilità della popolazione.
Cook, durante il suo terzo e ultimo viaggio scoprì l'isola di Tubuai l'8 agosto 1777. Pur non sbarcando, venne accolto dagli isolani che gli andarono incontro. Notò le similitudini con la lingua di Tahiti.
Raivavae venne scoperta due anni prima, nel 1775 dal navigatore spagnolo Tomás Gayangos.
Rapa venne scoperta da George Vancouver il 22 dicembre 1791, e venne chiamata Oparo.
Rimatara venne scoperta alla fine del 1811 dal reverendo Henry, capitano di una goletta proveniente da Tahiti.
Le isole Maeia vennero scoperte nel 1824 dalla nave baleniera americana Maria comandata da George Washington Gardner. Un altro navigatore, Jacques-Antoine Moerenhout, ignorando la scoperta di queste isole, le rivendicò nel 1829, dandole il suo nome.
Marotiri, nome che accomuna 4-6 grossi scogli, furono scoperti da George Bass, da cui il nome delle isole Bass, probabilmente nel 1800.